# José Pereira (tenista)
José Pereira (Santana do Ipanema, 26 de janeiro de 1991) é um tenista profissional brasileiro. Em lista atualizada do ranking mundial em 02 de julho de 2017, ocupa a posição de número 793 do ranking mundial da ATP, com apenas 23 pontos. Além disso, é atualmente o vigésimo sexto brasileiro melhor ranqueado da ATP.
É irmão da tenista brasileira Teliana Pereira. Sua melhor classificação de simples é a 232 colocação da Associação de Tenistas Profissionais (ATP). Já nas duplas sua melhor classificação é a 260 colocação da ATP.

## Carreira
Como juvenil, foi bicampeão da Copa Gerdau de Tênis em Porto Alegre, em 2008 e 2009, torneio de grau A (mesmo nível dos grand slams juvenis). Seu melhor ranking mundial juvenil foi a quarta colocação.
Em abril de 2010, José Pereira conquistou o primeiro título profissional da carreira, ao conquistar o Future de Bauru. Para isso acontecer, Pereira derrotou na final o argentino Alejandro Kon por 6/4 e 6/2. "Estou muito feliz com meu primeiro título, a emoção é indescritível", afirmou ele, que fazia sua primeira temporada exclusivamente como profissional. "Só sei dizer que valeu todo o trabalho realizado até hoje, a pré-temporada dura que nós fizemos, tudo foi recompensado com esse título".
Em meados de julho de 2011, a presença da família motivou o pernambucano José Pereira a buscar o título do Future de Curitiba e comemorar a primeira vitória na cidade onde começou sua história no tênis. Ele venceu o paulista Tiago Lopes pelo placar de 7/6 e 6/2, e e faturou o segundo Future da carreira.
Em agosto de 2012, José Pereira, então com 21 anos, conquistou a etapa de Lorena do Torneio Internacional AES Tietê de Tênis ao vencer, após três horas de partida, o paulista Nicolas Santos, por 6/3, 6/7 (4-7) e 6/4. Foi o terceiro troféu do pernambucano em nível Future.
No início de agosto de 2013, José Pereira conquistou o título de simples do Porto Velho Open de Tênis, evento Future disputado em Rondônia. Cabeça de chave 1, Pereira derrotou o catarinense Thales Turini, segundo cabeça de chave, por 6/3 e 6/1. Para completar com chave de ouro, na final de duplas, ao lado do paulista Alexandre Tsuchyia, Pereira faturou outro título, com uma vitória sobre os compatriotas Fabricio Neis e Nicolas Santos, por 2 sets a 0 com parciais de 7/6(7/5) e 6/2.
Em meados de dezembro de 2013, em seu melhor estilo, José Pereira superou uma batalha de cerca de três horas e derrotou Christian Lindell, carioca que jogava pela Suécia, por 2 sets a 1, parciais de 7/5, 6/7 (5-7) e 6/2, na decisão do ATC Future 2013. Este foi o quinto título de nível future na carreira de Zé Pereira, sendo o segundo em 2013. No dia anterior, José Pereira havia conquistado também o título de duplas, ao lado de Alexandre Tsuchyia, ao derrotarem Lindell e o argentino Guillermo Durán, por 7/5 e 6/3.
No início de outubro de 2014, José Pereira e o gaúcho Fabricio Neis conquistaram o título de duplas no Future de Santiago, em quadras de saibro. Principais cabeças de chave, eles marcaram um duplo 6/1 contra a dupla da casa formada por Cristobal Saavedra-Corvalan e Ricardo Urzua-Rivera, cabeças 2 do evento.
Em janeiro de 2015, José Pereira conquistou seu primeiro título da temporada no Future de Antalya, na Turquia. Então 424º mundial, enfrentou na decisão do título o tenista russo Alexey Vatutin, então 542º mundial, e venceu por 2 sets a 0, com parciais de 6/4 e 6/3. Em seguida, a fase do pernambucano José Pereira na série de torneios de nível future na cidade turca de Antalya não poderia ser melhor. Pois, Pereira conquistou seu segundo título em três semanas ao derrotar o italiano Riccardo Belloti por 7/5, 4/6 e 6/2. Este foi o sétimo título de nível future na carreira de Zé Pereira.
No final de junho de 2015, Pereira conquistou seu terceiro título de nível Future em 2015, na cidade de Alkmaar, Holanda. Na final do torneio, venceu com tranquilidade o alemão Jean-Marc Werner por 2 sets a 0, com parciais de 6/1 e 6/2. Este foi o oitavo título de nível future na carreira de Zé Pereira.
Ainda em 2015, no final de novembro, José Pereira conquistou o título do Torneio Internacional de Tênis, no Esporte Clube Pinheiros, ao vencer na final o paulista Ricardo Hocevar, por 6/3 e 6/1. Com o resultado, se garantiu no qualifying do Australian Open, que seria a primeira participação do tenista em um torneio da série Grand Slam. Este foi o nono título de Future na carreira de Pereira, tendo sido o quarto em 2015. Nesta temporada ele venceu dois torneios em Antalya, na Turquia e um em Alkmaar, na Holanda.
Em janeiro de 2016, em seu primeiro jogo de Grand Slam, ainda que apenas pelo qualifying do Australian Open, José Pereira teve pela frente o cabeça de chave número 3, o norte-americano Tim Smyczek, e foi superado em sets diretos, com duplo 6/3 definido em apenas 65 minutos de confronto. Ainda nessa temporada, no final de julho, Pereira confirmou o favoritismo e conquistou seu décimo future na carreira ao ganhar o título do Torneio Internacional Masculino de Tênis, este disputado em Campos do Jordão (SP). Para isso, em final muito disputada e cheia de alternâncias, ele derrotou o argentino Mateo Martinez por 2 sets a 0, com um duplo 7/5.